# Georg Baselaque

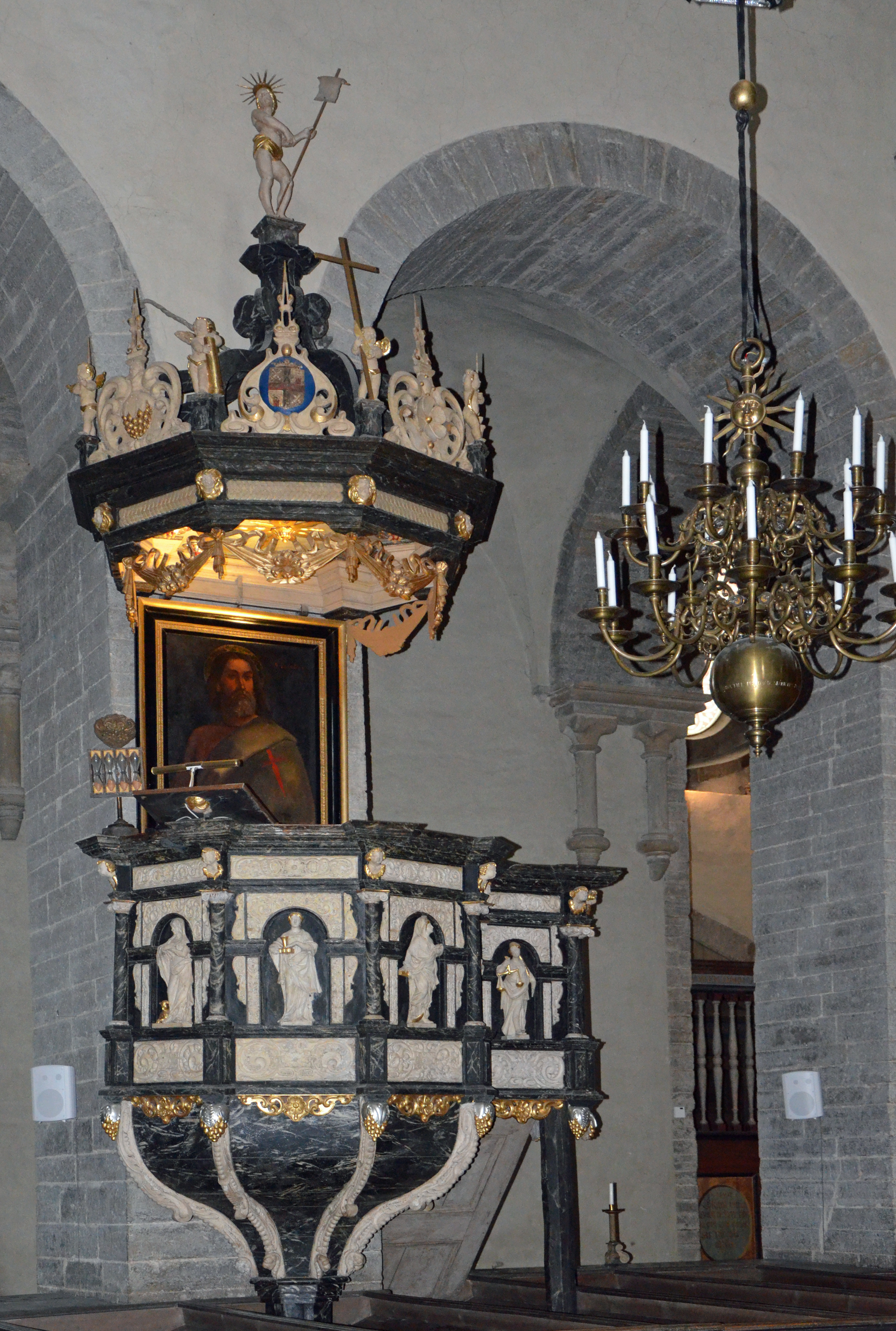
I Varnhems klosterkyrka är figurskulpturerna på predikstolen skulpterade av Georg Baselaque på 1660- eller 1670-talet.

Georg Baselaque (död efter 1689) var en skulptör, stuckatör och ornamentist.
Georg Baselaque var troligen av vallonsk börd och verksam i Sverige. Från 1665 arbetade Baselaque i Magnus Gabriel De la Gardies tjämst. I bland annat Stockholms slott och Läckö slott utförde han arbeten. I Västergötland gjorde han åtskilliga kyrkoinredningar. Altaruppsatsen i Husaby kyrka i Västergötland tillhör Baselaques mest representativa arbeten. Den skänktes till kyrkan 1679 av Magnus Gabriel De la Gardie.

## Biografi
Baselaque var först verksam i Tyskland men kallades 1665 in till Magnus Gabriel De la Gardies tjänst som stuckatör och ornamentist. Efter att han avslutat sina arbeten för De la Gardie 1682 fortsatte han att arbeta i Sverige. Baselaque var den centrala personen i den så kallade Läcköskolans konstnärskrets, han formspråk kom att kopieras och den skapade en hundraårig tradition inom svensk figurskulptering. Han arbetade på åtskilliga platser i Sverige, bland annat vid Mariedal, Höjentorp, Makalös och Ulriksdal 1666, Läckö och Höjentorp 1668 och huvudsakligen på Läckö under 1670-talet för att slutligen 1679 förflytta sitt arbete till Kägleholm.
Bland hans egenhändiga verk räknas apostlabilderna i Läckö slottskapell, figurskulpturerna på predikstolarna i Varnhems kyrka, Ödeby kyrka och Råda kyrka samt altaruppsatserna i Long och Frändefors kyrkor och kungsstolarna i Skara domkyrka. Dock utförde Georg Baselaque predikstolen i Varnhems klosterkyrka från 1660- eller 1670-talet tillsammans med Hans Hebel.
Apostlabilderna i Läckö slottskyrka påbörjades av Johan Werner den äldre, men färdigställdes av Georg Baselaque. Predikstolen i Varnhems klosterkyrka från 1660- eller 1670-talet utförde han tillsammans med Hans Hebel, en bildsnidare från Holstein, verksam i Sverige på 1600-talet. Den Hebelska skulpturverkstaden låg vi Ekholmens slott i Uppland. Bröderna Hans och Markus Hebel undervisade där i såväl stenhuggarkonst som i snickarkonst samt i "belätessnidning" (en avbild av Gud, en avgudabild). Där dirigerades mycket av den konstnärliga verksamheten av Magnus Gabriel De la Gardie. Man kan ofta skönja De la Gardies livfulla önskemål vid verkens planering och bildprogram. Detta gällde också verken av den bildhuggare, Georg Baselaque, som trädde in som ersättare när Markus Hebel hade avlidit 1664. Baselaque anställdes 1665 i De la Gardies tjänst, enligt kontrakt daterat i Hamburg 1665. Baselaque skulle enligt kontraktet arbeta åt greven fem dagar i veckan. Den återstående arbetsdagen skulle han använda "till egen nytta".
Baselaque var sannolikt av flamländsk härkomst, vilket man kan bedöma av namnet och av hans behandling av tyska språket. Bland arbetsfolket på Jacobsdal upptas Georg Baselaques namn 1665–1669. De närmast följande åren hade han sin fasta verkstad på Läckö, varifrån han levererade arbeten till åtskilliga kyrkor. Han stannade i De la Gardies tjänst ända till 1683, då han säges vara en gammal man, som ska njuta sina dagar. Andra konstnärer hade sina verkstäder vid aktuella byggplatser på samma sätt som Baselaque. Sålunda flyttade bildhuggaren Henrik Lichtenberg (död 1680) till det nyinköpta och här hade han sin verkstad och bostad till sin död.
Efter ankomsten till Läckö gällde Baselaques första uppgift slottskyrkans inredning på Läckö slott. Redan 1654 hade De la Gardie anlitat en svensk konsthantverkare för kyrkans snidade utsmyckning. Han hade emellertid knappt hunnit påbörja sitt arbete, då han avled 1656. Fullbordandet av inredningen återupptogs först i mitten av 1660-talet. Det anförtroddes åt den nyanlände bildhuggaren från Jacobsdal. Det gällde såväl de sexton stora nischfigurerna i kyrkorummet som utsmyckningen av altaruppsatsen och predikstolen. Apostlabilderna i slottskyrkan påbörjades således av Johan Johansson Werner, men färdigställdes av Georg Baselaque. Werner arbetade från 1654 i Magnus Gabriel De la Gardies tjänst med inredningsuppgifter på Läckö slott där han bland annat målade landskapsbilder i taket på riddarsalen samt dekorativa målningar och skulpturer för lusthuset och slottskyrkan. Men Werner hann bara påbörja några av de kontrakterade uppdragen innan han avled 1656, så det är oklart hur mycket han kom att slutföra. Man vet att när han 1655 för en tid lämnade Läckö och överlåtit arbetet sill sin son, Johan Werner d.y., och en dräng fanns nio grovt tillhuggna skulpturer för slottskyrkan och av den nuvarande inredningen på slottet kan man endast med säkerhet tillskriva honom 13 svävande änglar i riddarsalstaket. En förteckning av Baselaque 1669 upptar förutom dessa arbeten även utsmyckningen den grevliga läktaren och förfärdigandet av en Kristusfigur ovanför kyrkdörren. Orgelfasadens figurer, som är elegant formade, står även nära Baselaque.

## Bilder

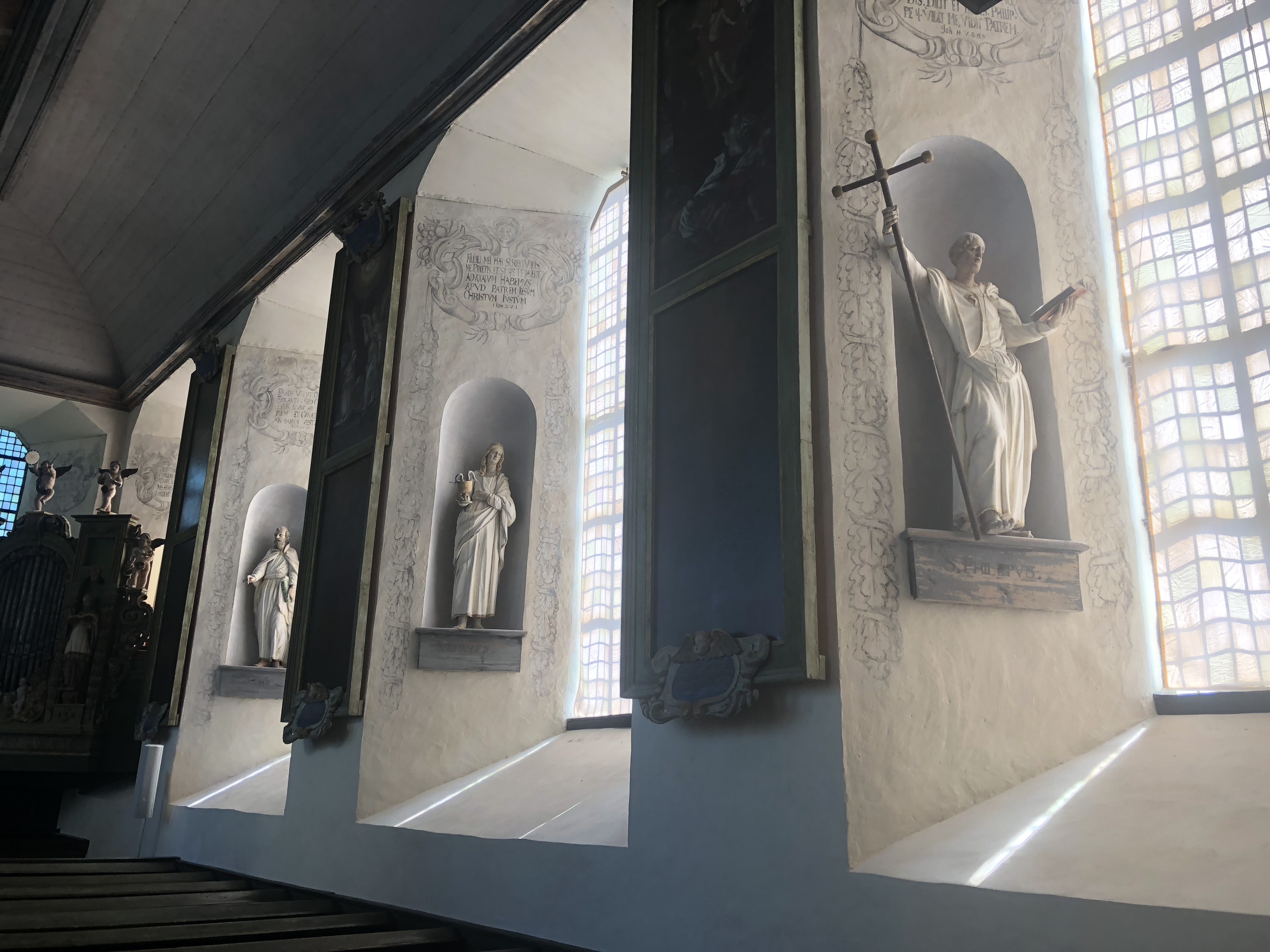
Läckö slottskyrka, apostlabilder.
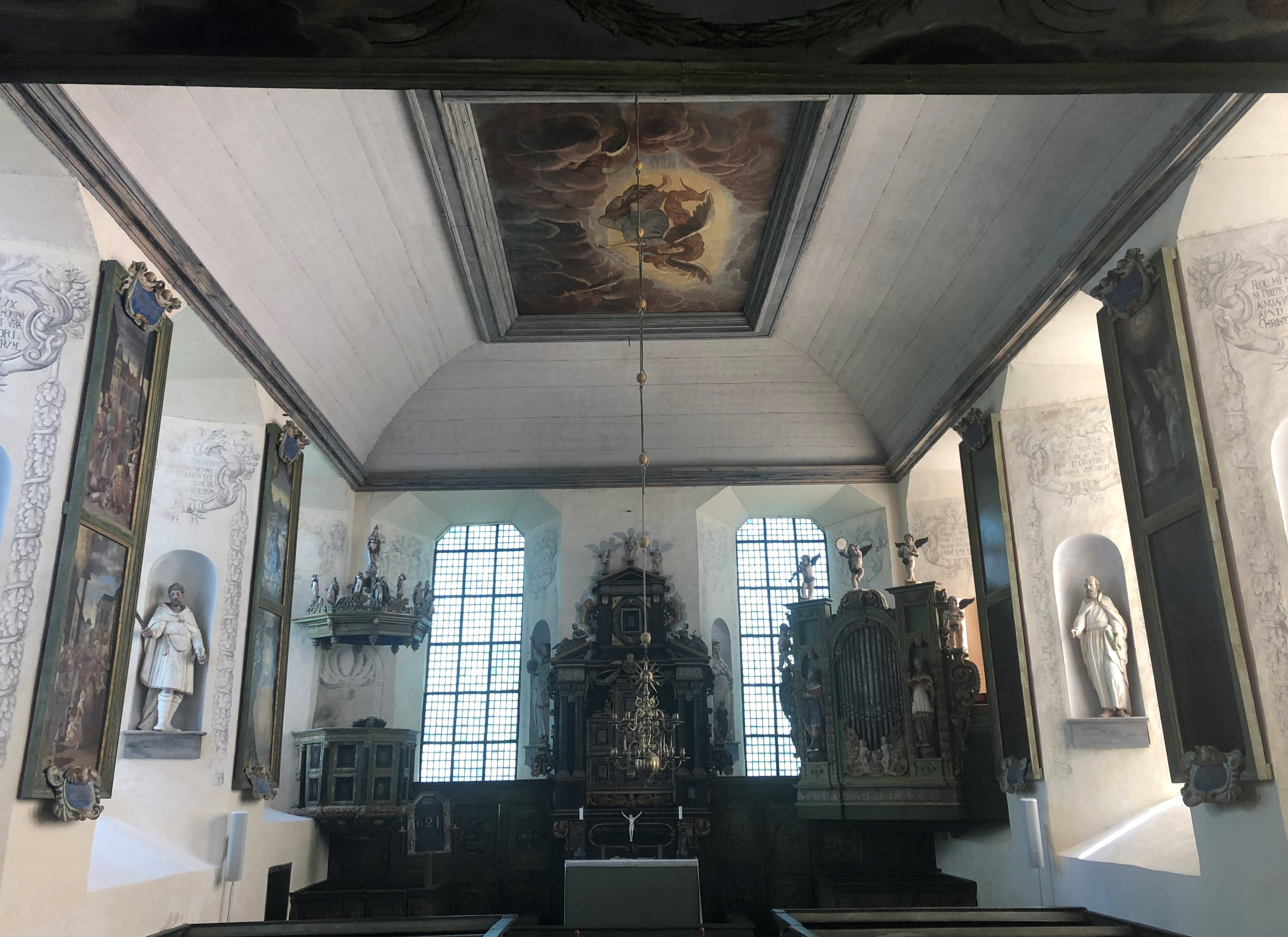
Läckö slottskyrka, koret och några av apostlabilderna.
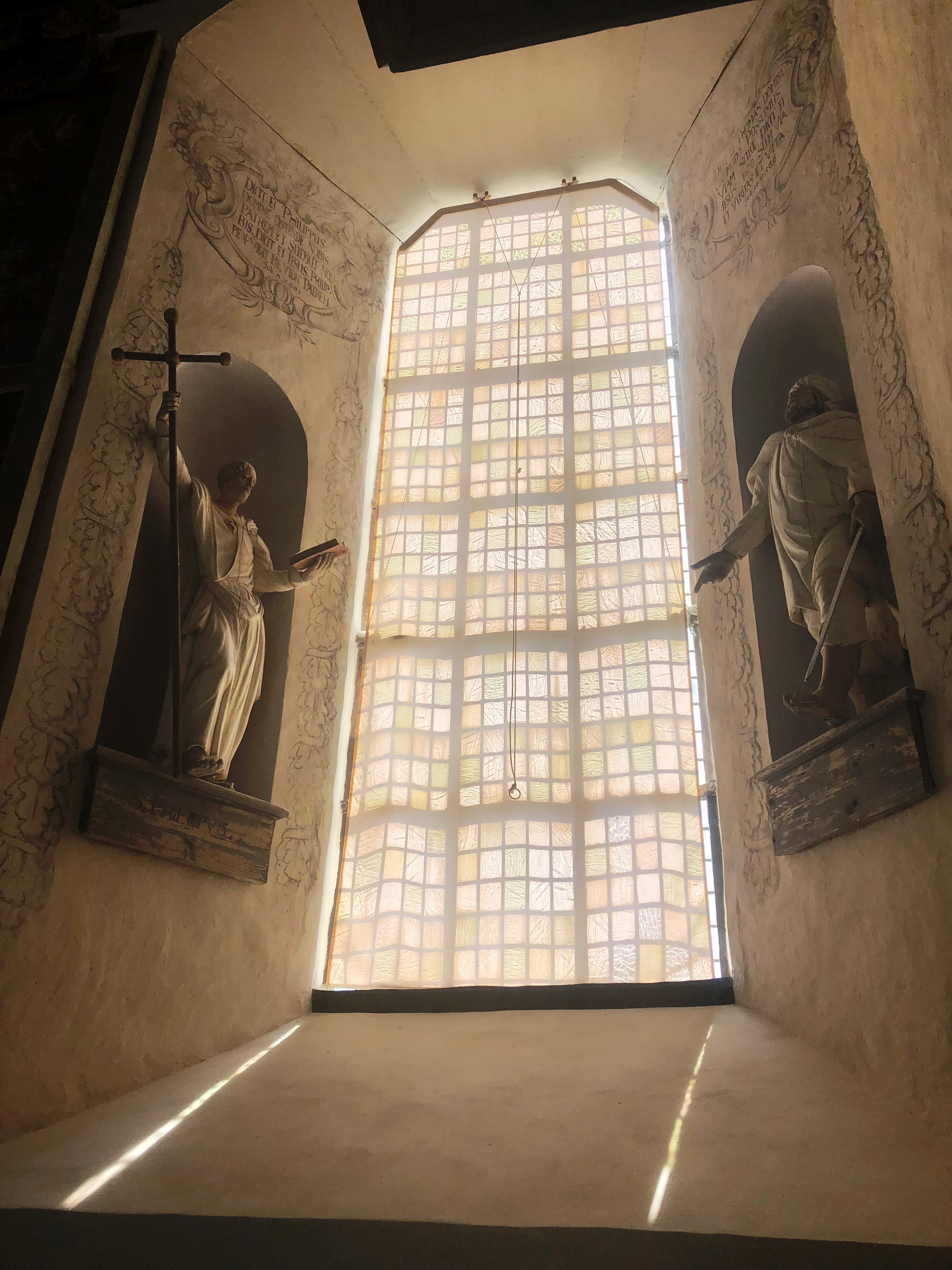
Läckö slottskyrka, apostlabilder.
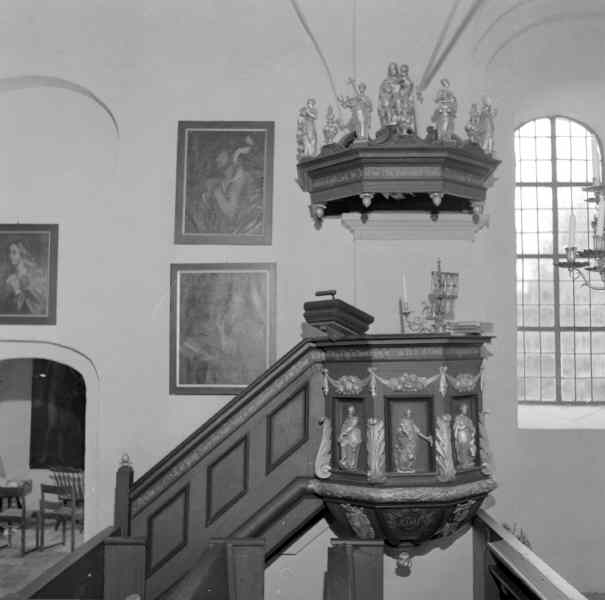
Varnhems klosterkyrka, predikstolens figurskulpturer skulpterades av Georg Baselaque.
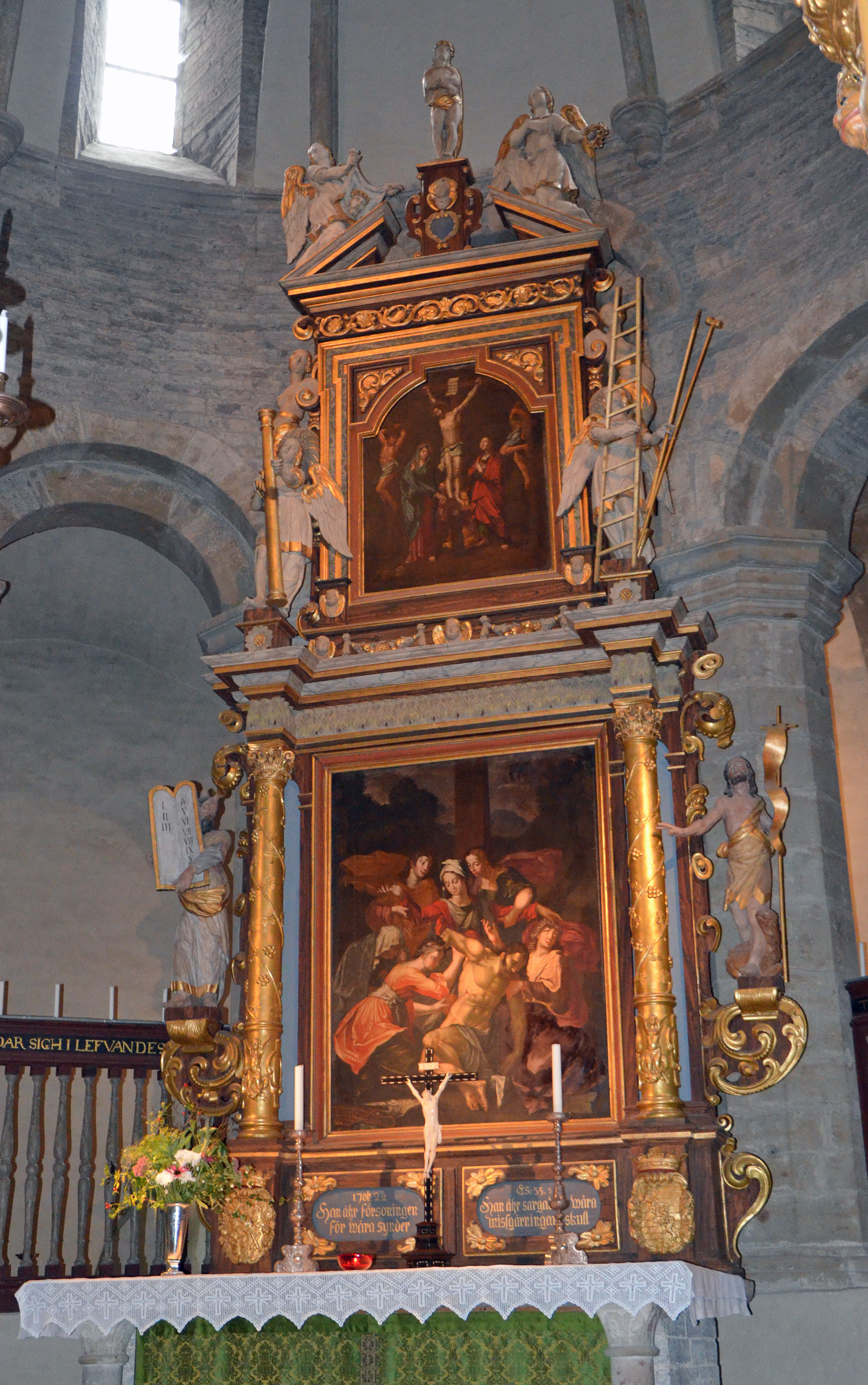
Varnhems klosterkyrka, altaruppsatsen skulpterad av Georg Baselaque.
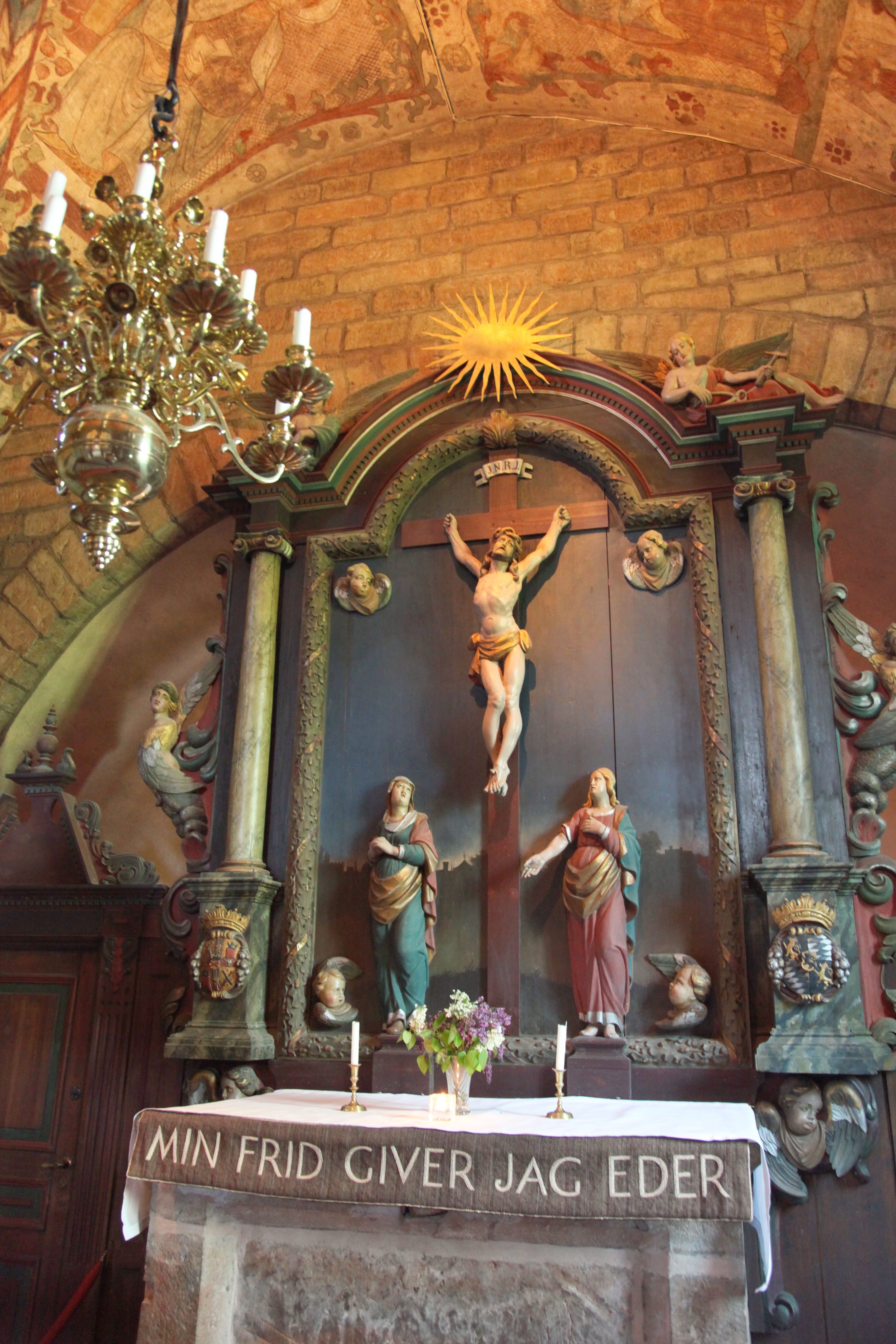
Altaruppsatsen i Husaby kyrka i Västergötland är skulpterad av Georg Baselaque.